# سوندبورگ
سوندربورگ (به دانمارکی: Sønderborg) یک شهر در دانمارک است که در Sønderborg Municipality واقع شده‌است. سوندربورگ ۱۳٫۴ کیلومتر مربع مساحت و ۲۷٬۸۴۱ نفر جمعیت دارد و ۱۷ متر بالاتر از سطح دریا واقع شده‌است.

## خواهرخوانده
شهرهای فینستروالده، بخش سونسوال، پری (فنلاند)، بخش سیگتونا و اولشتین خواهرخوانده‌های سوندبورگ هستند.